# 硬叶偃麦草
硬叶偃麦草（学名：Elytrigia smithii）为禾本科硬葉偃麦草属下的唯一一个种，是南達科他州、北達科他州和懷俄明州的州草。

## 扩展阅读
- 維基物種上的相關：硬叶偃麦草